# Ginástica rítmica nos Jogos Pan-Americanos de 2023 - 3 fitas + 2 bolas
A prova das 3 fitas + 2 bolas da ginástica rítmica nos Jogos Pan-Americanos de 2023 foi disputado em 2 e 4 de novembro de 2023 no Centro de Esportes Coletivos, localizado no cluster do Estádio Nacional. Um total de 35 ginastas de sete Comitês Olímpicos Nacionais (CON) participaram da competição.

## Calendário
Horário local (UTC−3).
| Data          | Hora  | Fase         |
| ------------- | ----- | ------------ |
| 2 de novembro | 18:45 | Qualificação |
| 4 de novembro | 18:30 | Final        |

## Medalhistas
|  | BRA Brasil                                                                         |  | MEX México                                                              |  | USA Estados Unidos                                                              |
|  | Bárbara Urquiza Victória Borges Gabriella Coradine Giovanna Oliveira Nicole Pircio |  | Julia Gutiérrez Ana Flores Kimberly Salazar Adirem Tejeda Dalia Alcocer |  | Isabelle Connor Gergana Petkova Katrine Sakhnov Karolina Saverino Hana Starkman |

## Resultados

### Qualificação
As sete equipes participantes se classificaram para a final.
| Pos. | Equipe                                                                                                   | Nota E | Nota A | Nota D | Pen. | Total  | Notas |
| ---- | --- | ------ | ------ | ------ | ---- | ------ | ----- |
| 1    | BRA Brasil Bárbara Urquiza Victória Borges Gabriella Coradine Giovanna Oliveira Nicole Pircio            | 6.150  | 7.700  | 15.2   |      | 29.050 | Q     |
| 2    | MEX México Julia Gutiérrez Ana Flores Kimberly Salazar Adirem Tejeda Dalia Alcocer                       | 7.000  | 7.450  | 13.8   | 0.65 | 27.600 | Q     |
| 3    | USA Estados Unidos Isabelle Connor Gergana Petkova Katrine Sakhnov Karolina Saverino Hana Starkman       | 6.150  | 6.950  | 13.7   |      | 26.800 | Q     |
| 4    | VEN Venezuela María Domínguez Rocelyn Palencia Yelbery Rodríguez Gabriela Rodríguez Isabella Bellizzio   | 5.200  | 6.200  | 11.8   |      | 23.200 | Q     |
| 5    | COL Colômbia Kizzy Rivas Natalia Jiménez Karen Duarte Laura Patiño Adriana Mantilla                      | 4.000  | 5.900  | 10.7   | 0.05 | 20.550 | Q     |
| 6    | CHI Chile Anneli Sepúlveda Martina Espejo Josefina Romero Isabel Lozano Annabela Ley                     | 4.200  | 6.150  | 9.3    |      | 19.650 | Q     |
| 7    | CAN Canadá Katherina Bakhmutova Emily Huseynov Karina Kamenetsky Christina Savchenko Victoria Smolianova | 3.600  | 6.000  | 8.8    | 0.60 | 17.800 | Q     |

### Final
As equipes realizaram uma única rotina, com as melhores pontuações definindo as medalhistas.
| Pos.              | Equipe                                                                                                   | Nota E | Nota A | Nota D | Pen. | Total  |
| ----------------- | --- | ------ | ------ | ------ | ---- | ------ |
| Medalha de ouro   | BRA Brasil Bárbara Urquiza Victória Borges Gabriella Coradine Giovanna Oliveira Nicole Pircio            | 6.850  | 8.050  | 16.9   |      | 31.800 |
| Medalha de prata  | MEX México Julia Gutiérrez Ana Flores Kimberly Salazar Adirem Tejeda Dalia Alcocer                       | 6.250  | 7.300  | 14.7   | 0.05 | 28.200 |
| Medalha de bronze | USA Estados Unidos Isabelle Connor Gergana Petkova Katrine Sakhnov Karolina Saverino Hana Starkman       | 5.500  | 6.850  | 13.9   |      | 26.250 |
| 4                 | COL Colômbia Kizzy Rivas Natalia Jiménez Karen Duarte Laura Patiño Adriana Mantilla                      | 3.750  | 6.250  | 12.4   | 0.05 | 22.350 |
| 5                 | CHI Chile Anneli Sepúlveda Martina Espejo Josefina Romero Isabel Lozano Annabela Ley                     | 3.750  | 6.350  | 11.2   |      | 21.300 |
| 6                 | VEN Venezuela María Domínguez Rocelyn Palencia Yelbery Rodríguez Gabriela Rodríguez Isabella Bellizzio   | 3.300  | 6.150  | 11.7   |      | 21.150 |
| 7                 | CAN Canadá Katherina Bakhmutova Emily Huseynov Karina Kamenetsky Christina Savchenko Victoria Smolianova | 3.250  | 6.200  | 12.0   | 0.30 | 21.150 |